# Сантерамо-ин-Колле
Сантерамо-ин-Колле (итал. Santeramo in Colle) — коммуна в Италии, располагается в регионе Апулия, в провинции Бари.
Население составляет 26 550 человек (2008 г.), плотность населения составляет 182 чел./км². Занимает площадь 143 км². Почтовый индекс — 70029. Телефонный код — 080.
Покровителем коммуны почитается святой Эразм, празднование 2 июня.

## Демография
Динамика населения:

## Администрация коммуны
- Официальный сайт: https://web.archive.org/web/20060219172952/http://www.comune.santeramo.ba.it/